# Фрейзер, Фрэнки
Фрэнсис Дэвидсон Фрейзер (англ. Francis Davidson Fraser, также известный как Безумный Фрэнки Фрейзер 13 декабря 1923, Ламбет, Лондонское графство — 26 ноября 2014, Ламбет, Большой Лондон) — английский преступник и член банды. Он провёл 42 года в тюрьме за многочисленные преступления, включая кражу со взломом и нападение.
Фрейзеру стреляли в голову в 1991 году. Он умер от осложнений после операции на ноге в Ламбете, Южный Лондон, Англия, в возрасте 90 лет, после того, как его семья приняла решение отключить его аппарат жизнеобеспечения.

## Книги
- Fraser, Frank. Mad Frank's Diary: A Chronicle of the Life of Britain's Most Notorious Villain / Fraser, Frank, Morton, James. — Virgin Books, 2000. — ISBN 1-85227-874-9.
- Fraser, Frank. Mad Frank: Memoirs of a Life of Crime / Fraser, Frank, Morton, James. — Time Warner Paperbacks, 1995. — ISBN 0-7515-1137-4.